# Miami Open 2018 - Qualificazioni singolare maschile
Le qualificazioni del singolare maschile del Miami Open 2018 sono state un torneo di tennis preliminare per accedere alla fase finale della manifestazione. I vincitori dell'ultimo turno sono entrati di diritto nel tabellone principale. In caso di ritiro di uno o più giocatori aventi diritto a questi sono subentrati i lucky loser, ossia i giocatori che hanno perso nell'ultimo turno, ma che avevano una classifica più alta rispetto agli altri partecipanti che avevano comunque perso nel turno finale.

## Teste di serie
1. Roberto Carballés Baena (primo turno)
2. Mirza Bašić (ultimo turno, lucky loser)
3. John Millman (qualificato)
4. Rogério Dutra da Silva (qualificato)
5. Gastão Elias (primo turno)
6. Ričardas Berankis (qualificato)
7. Matteo Berrettini (primo turno)
8. Tarō Daniel (ultimo turno)
9. Yuki Bhambri (qualificato)
10. Cameron Norrie (qualificato)
11. Bjorn Fratangelo (qualificato)
12. Ruben Bemelmans (ultimo turno)

1. Ernesto Escobedo (ultimo turno)
2. Serhij Stachovs'kyj (ultimo turno)
3. Yannick Hanfmann (primo turno)
4. Thiago Monteiro (primo turno)
5. Henri Laaksonen (primo turno)
6. Tim Smyczek (primo turno)
7. Elias Ymer (ultimo turno)
8. Carlos Berlocq (ultimo turno)
9. Peter Polansky (ultimo turno)
10. Ramkumar Ramanathan (primo turno)
11. Alex de Minaur (qualificato)
12. Mackenzie McDonald (ultimo turno)

## Qualificati
1. Darian King
2. Michael Mmoh
3. John Millman
4. Rogério Dutra da Silva
5. Calvin Hemery
6. Ričardas Berankis

1. Liam Broady
2. Thanasi Kokkinakis
3. Yuki Bhambri
4. Cameron Norrie
5. Bjorn Fratangelo
6. Alex de Minaur

### Lucky loser
1. Mirza Bašić

## Tabellone

### Legenda
| - Q = Qualificato - WC = Wild card - LL = Lucky loser | - ALT = Alternate - SE = Special Exempt - PR = Protected Ranking | - w/o = Walkover - r = Ritirato - d = Squalificato |

### Sezione 1
|  | Primo turno | Primo turno             | Primo turno | Primo turno | Primo turno |  |  | Ultimo turno | Ultimo turno       | Ultimo turno | Ultimo turno | Ultimo turno |  |
|  |             |                         |             |             |             |  |  |              |                    |              |              |              |  |
|  | 1           | Roberto Carballés Baena | 6           | 2           | 4           |  |  |              |                    |              |              |              |  |
|  |             | Darian King             | 2           | 6           | 6           |  |  |              | Darian King        | 2            | 6            | 6            |  |
|  |             | Félix Auger-Aliassime   | 6           | 2           | 6           |  |  | 24           | Mackenzie McDonald | 6            | 4            | 4            |  |
|  | 24          | Mackenzie McDonald      | 3           | 6           | 7           |  |  |              |                    |              |              |              |  |

### Sezione 2
|  | Primo turno | Primo turno         | Primo turno         | Primo turno | Primo turno |  |  | Ultimo turno | Ultimo turno | Ultimo turno | Ultimo turno | Ultimo turno |  |
|  |             |                     |                     |             |             |  |  |              |              |              |              |              |  |
|  | 2           | Mirza Bašić         | Mirza Bašić         | 6           | 6           |  |  |              |              |              |              |              |  |
|  |             | Dennis Novikov      | Dennis Novikov      | 4           | 4           |  |  | 2            | Mirza Bašić  | Mirza Bašić  | 5            | 62           |  |
|  |             | Michael Mmoh        | Michael Mmoh        | 7           | 6           |  |  |              | Michael Mmoh | Michael Mmoh | 7            | 7            |  |
|  | 22          | Ramkumar Ramanathan | Ramkumar Ramanathan | 64          | 4           |  |  |              |              |              |              |              |  |

### Sezione 3
|  | Primo turno | Primo turno      | Primo turno      | Primo turno | Primo turno |  |  | Ultimo turno | Ultimo turno     | Ultimo turno     | Ultimo turno | Ultimo turno |  |
|  |             |                  |                  |             |             |  |  |              |                  |                  |              |              |  |
|  | 3           | John Millman     | John Millman     | 6           | 7           |  |  |              |                  |                  |              |              |  |
|  |             | Casper Ruud      | Casper Ruud      | 3           | 68          |  |  | 3            | John Millman     | John Millman     | 6            | 6            |  |
|  |             | Gleb Sakharov    | Gleb Sakharov    | 0           | 3           |  |  | 13           | Ernesto Escobedo | Ernesto Escobedo | 1            | 2            |  |
|  | 13          | Ernesto Escobedo | Ernesto Escobedo | 6           | 6           |  |  |              |                  |                  |              |              |  |

### Sezione 4
|  | Primo turno | Primo turno            | Primo turno    | Primo turno | Primo turno |  |  | Ultimo turno | Ultimo turno           | Ultimo turno | Ultimo turno | Ultimo turno |  |
|  |             |                        |                |             |             |  |  |              |                        |              |              |              |  |
|  | 4           | Rogério Dutra da Silva | 6              | 5           | 6           |  |  |              |                        |              |              |              |  |
|  |             | Kevin King             | 2              | 7           | 2           |  |  | 4            | Rogério Dutra da Silva | 6            | 65           | 6            |  |
|  |             | Reilly Opelka          | Reilly Opelka  | 68          | 3           |  |  | 21           | Peter Polansky         | 3            | 7            | 4            |  |
|  | 21          | Peter Polansky         | Peter Polansky | 7           | 6           |  |  |              |                        |              |              |              |  |

### Sezione 5
|  | Primo turno | Primo turno      | Primo turno      | Primo turno | Primo turno |  |  | Ultimo turno | Ultimo turno  | Ultimo turno | Ultimo turno | Ultimo turno |  |
|  |             |                  |                  |             |             |  |  |              |               |              |              |              |  |
|  | 5           | Gastão Elias     | Gastão Elias     | 5           | 4           |  |  |              |               |              |              |              |  |
|  |             | Denis Kudla      | Denis Kudla      | 7           | 6           |  |  |              | Denis Kudla   | 6            | 4            | 5            |  |
|  |             | Calvin Hemery    | Calvin Hemery    | 6           | 6           |  |  |              | Calvin Hemery | 4            | 6            | 7            |  |
|  | 15          | Yannick Hanfmann | Yannick Hanfmann | 3           | 1           |  |  |              |               |              |              |              |  |

### Sezione 6
|  | Primo turno | Primo turno         | Primo turno       | Primo turno | Primo turno |  |  | Ultimo turno | Ultimo turno        | Ultimo turno | Ultimo turno | Ultimo turno |  |
|  |             |                     |                   |             |             |  |  |              |                     |              |              |              |  |
|  | 6           | Ričardas Berankis   | Ričardas Berankis | 7           | 6           |  |  |              |                     |              |              |              |  |
|  |             | Norbert Gombos      | Norbert Gombos    | 6(1)        | 0           |  |  | 6            | Ričardas Berankis   | 3            | 6            | 6            |  |
|  | Alt         | Evan King           | 3                 | 6           | 65          |  |  | 14           | Serhij Stachovs'kyj | 6            | 3            | 0            |  |
|  | 14          | Serhij Stachovs'kyj | 6                 | 4           | 7           |  |  |              |                     |              |              |              |  |

### Sezione 7
|  | Primo turno | Primo turno       | Primo turno     | Primo turno | Primo turno |  |  | Ultimo turno | Ultimo turno | Ultimo turno | Ultimo turno | Ultimo turno |  |
|  |             |                   |                 |             |             |  |  |              |              |              |              |              |  |
|  | 7           | Matteo Berrettini | 6               | 3           | 4           |  |  |              |              |              |              |              |  |
|  |             | Filip Peliwo      | 3               | 6           | 6           |  |  |              | Filip Peliwo | Filip Peliwo | 4            | 62           |  |
|  |             | Liam Broady       | Liam Broady     | 6           | 6           |  |  |              | Liam Broady  | Liam Broady  | 6            | 7            |  |
|  | 17          | Henri Laaksonen   | Henri Laaksonen | 2           | 4           |  |  |              |              |              |              |              |  |

### Sezione 8
|  | Primo turno | Primo turno        | Primo turno        | Primo turno | Primo turno |  |  | Ultimo turno | Ultimo turno       | Ultimo turno       | Ultimo turno | Ultimo turno |  |
|  |             |                    |                    |             |             |  |  |              |                    |                    |              |              |  |
|  | 8           | Tarō Daniel        | Tarō Daniel        | 6           | 6           |  |  |              |                    |                    |              |              |  |
|  |             | Bradley Klahn      | Bradley Klahn      | 4           | 4           |  |  | 8            | Tarō Daniel        | Tarō Daniel        | 5            | 5            |  |
|  | WC          | Thanasi Kokkinakis | Thanasi Kokkinakis | 6           | 6           |  |  | WC           | Thanasi Kokkinakis | Thanasi Kokkinakis | 7            | 7            |  |
|  | 16          | Thiago Monteiro    | Thiago Monteiro    | 2           | 3           |  |  |              |                    |                    |              |              |  |

### Sezione 9
|  | Primo turno | Primo turno      | Primo turno      | Primo turno | Primo turno |  |  | Ultimo turno | Ultimo turno | Ultimo turno | Ultimo turno | Ultimo turno |  |
|  |             |                  |                  |             |             |  |  |              |              |              |              |              |  |
|  | 9           | Yuki Bhambri     | Yuki Bhambri     | 6           | 6           |  |  |              |              |              |              |              |  |
|  |             | Renzo Olivo      | Renzo Olivo      | 4           | 1           |  |  | 9            | Yuki Bhambri | Yuki Bhambri | 7            | 6            |  |
|  | PR          | Santiago Giraldo | Santiago Giraldo | 69          | 4           |  |  | 19/WC        | Elias Ymer   | Elias Ymer   | 5            | 2            |  |
|  | 19/WC       | Elias Ymer       | Elias Ymer       | 7           | 6           |  |  |              |              |              |              |              |  |

### Sezione 10
|  | Primo turno | Primo turno    | Primo turno    | Primo turno | Primo turno |  |  | Ultimo turno | Ultimo turno   | Ultimo turno | Ultimo turno | Ultimo turno |  |
|  |             |                |                |             |             |  |  |              |                |              |              |              |  |
|  | 10          | Cameron Norrie | Cameron Norrie | 6           | 2           |  |  |              |                |              |              |              |  |
|  |             | Stefan Kozlov  | Stefan Kozlov  | 1           | 0r          |  |  | 10           | Cameron Norrie | 65           | 6            | 6            |  |
|  | WC          | Patrick Kypson | Patrick Kypson | 6           | 6           |  |  | WC           | Patrick Kypson | 7            | 3            | 1            |  |
|  | 18          | Tim Smyczek    | Tim Smyczek    | 4           | 3           |  |  |              |                |              |              |              |  |

### Sezione 11
|  | Primo turno | Primo turno      | Primo turno     | Primo turno | Primo turno |  |  | Ultimo turno | Ultimo turno     | Ultimo turno     | Ultimo turno | Ultimo turno |  |
|  |             |                  |                 |             |             |  |  |              |                  |                  |              |              |  |
|  | 11          | Bjorn Fratangelo | 4               | 6           | 6           |  |  |              |                  |                  |              |              |  |
|  | Alt         | Peđa Krstin      | 6               | 3           | 0           |  |  | 11           | Bjorn Fratangelo | Bjorn Fratangelo | 7            | 6            |  |
|  |             | Akira Santillan  | Akira Santillan | 3           | 3           |  |  | 20           | Carlos Berlocq   | Carlos Berlocq   | 6            | 4            |  |
|  | 20          | Carlos Berlocq   | Carlos Berlocq  | 6           | 6           |  |  |              |                  |                  |              |              |  |

### Sezione 12
|  | Primo turno | Primo turno     | Primo turno     | Primo turno | Primo turno |  |  | Ultimo turno | Ultimo turno    | Ultimo turno    | Ultimo turno | Ultimo turno |  |
|  |             |                 |                 |             |             |  |  |              |                 |                 |              |              |  |
|  | 12          | Ruben Bemelmans | Ruben Bemelmans | 7           | 6           |  |  |              |                 |                 |              |              |  |
|  | WC          | João Souza      | João Souza      | 5           | 3           |  |  | 12           | Ruben Bemelmans | Ruben Bemelmans | 4            | 3            |  |
|  | WC          | Axel Geller     | Axel Geller     | 4           | 0           |  |  | 23           | Alex de Minaur  | Alex de Minaur  | 6            | 6            |  |
|  | 23          | Alex de Minaur  | Alex de Minaur  | 6           | 6           |  |  |              |                 |                 |              |              |  |